# Nergal-ushezib
Nergal-ushezib, rey de Babilonia (693 a. C.) perteneciente a la X dinastía.
Fue colocado en el trono babilonia por el rey elamita Kallushu-Inshushinak, que había derrocado a su predecesor, el príncipe asirio Assur-nadin-shumi. Sin embargo, sólo pudo sostenerse durante seis meses, pues fue arrollado por el contraataque del poderoso rey asirio Senaquerib. Fue capturado en Nippur y deportado a Assur.
En su lugar, arameos y elamitas eligieron a un caldeo como nuevo rey de Babilonia, Mushezib-Marduk.

| Predecesor: Asurnadinsumi | Rey de Babilonia 693 a. C. | Sucesor: Mushezib-Marduk |